# Uki-otoshi
Uki otoshi (浮落) ou "queda flutuante" é uma das 40 técnicas básicas do judô. Classificada como uma técnica de Te waza (literalmente, técnicas de mão), é a oitava técnica do quarto grupo grupo (dai ikkyo) do Gokyo. É a primeira técnica do Nage-no-kata.

## Descrição
Tori e Uke em ai youtsu, mas o pé direito do tori está quase em frente do pé direito do uke e é seu pé de apoio, ou seja, o uke está desequilibrado lateralmente.
O tori não move seus pés e flexiona vigorosamente suas pernas até formar quase um ângulo reto com os joelhos mantendo o tronco erguido. O tori, então,  gira sobre seu pé direito, atrasando bastante seu pé esquerdo, mantendo ainda uma postura semelhante a anterior. A seguir, apoia seu joelho esquerdo sobre o solo, mantendo seu tórax erguido. Alcançada esta posição, o tori levanta vigorosamente o ombro esquerdo do uke com seu braço direito enquanto puxa, com seu braço esquerdo, o uke para baixo. O tori deve manter, dentro do possível, os cotovelos ao lado do corpo, sobretudo no início do movimento. O uke é projetado diagonalmente para trás do tori. Ao terminar, o tori mantém o tronco ereto e fica olhando para frente.
Para ser eficaz, o movimento deve ser realizado com rapidez e depende significativamente do movimento de abaixar.

## Leitura complementar
- Kawaishi, Mikinosuke (1975), Mi Metodo de Judo, ISBN 84-02-00806-2 fifth ed. , Editorial Bruguera S.A.